# Leiothylax
Leiothylax là một chi thực vật có hoa trong họ Podostemaceae.

## Loài
Chi Leiothylax gồm các loài: